# 沐川県
沐川県（もくせん-けん）は中華人民共和国四川省楽山市に位置する県。

## 行政区画
- 鎮:沐渓鎮、永福鎮、大楠鎮、箭板鎮、舟壩鎮、黄丹鎮、利店鎮、富新鎮
- 郷:底堡郷、楊村郷、高笋郷、茨竹郷、武聖郷

## 交通
国道
- G213国道

省道
- 103省道

## 健康・医療・衛生
- 沐川県人民医院